# 柳宣宏
柳 宣宏（やなぎ のぶひろ、1953年4月23日 - 2024年5月8日）は、日本の歌人、高等学校教員（国語科）。

## 生涯
神奈川県・横須賀市生まれ。早稲田大学第一文学部卒業。
大学4年のときに論文主査として窪田章一郎に出会い、卒業後は章一郎主宰の「まひる野」に入会して短歌を始める（現在、同誌編集委員）。1990年、谷岡亜紀、大野道夫、大辻隆弘らと同人誌「ノベンタ」を創刊。長年にわたって座禅に取り組んでおり、ですます調などを用いた平俗な口語体で、自己との葛藤をモチーフとした歌を作る。2010年、歌集『施無畏』で芸術選奨文部科学大臣賞受賞。
湘南白百合学園中学・高等学校教頭を経て、函嶺白百合学園中学校・高等学校教頭補佐。三省堂高等学校国語教科書編集委員。
2024年5月8日、虚血性心不全により死去。71歳没。

## 著書
- 『与楽』（砂子屋書房、2003年）
- 『施無畏』（砂子屋書房、2009年）
- 『カジン先生のじかん：短歌エッセイ』（みくに出版、2013年）
- 『丈六』（砂子屋書房、2020年）